# Susanne Kurz

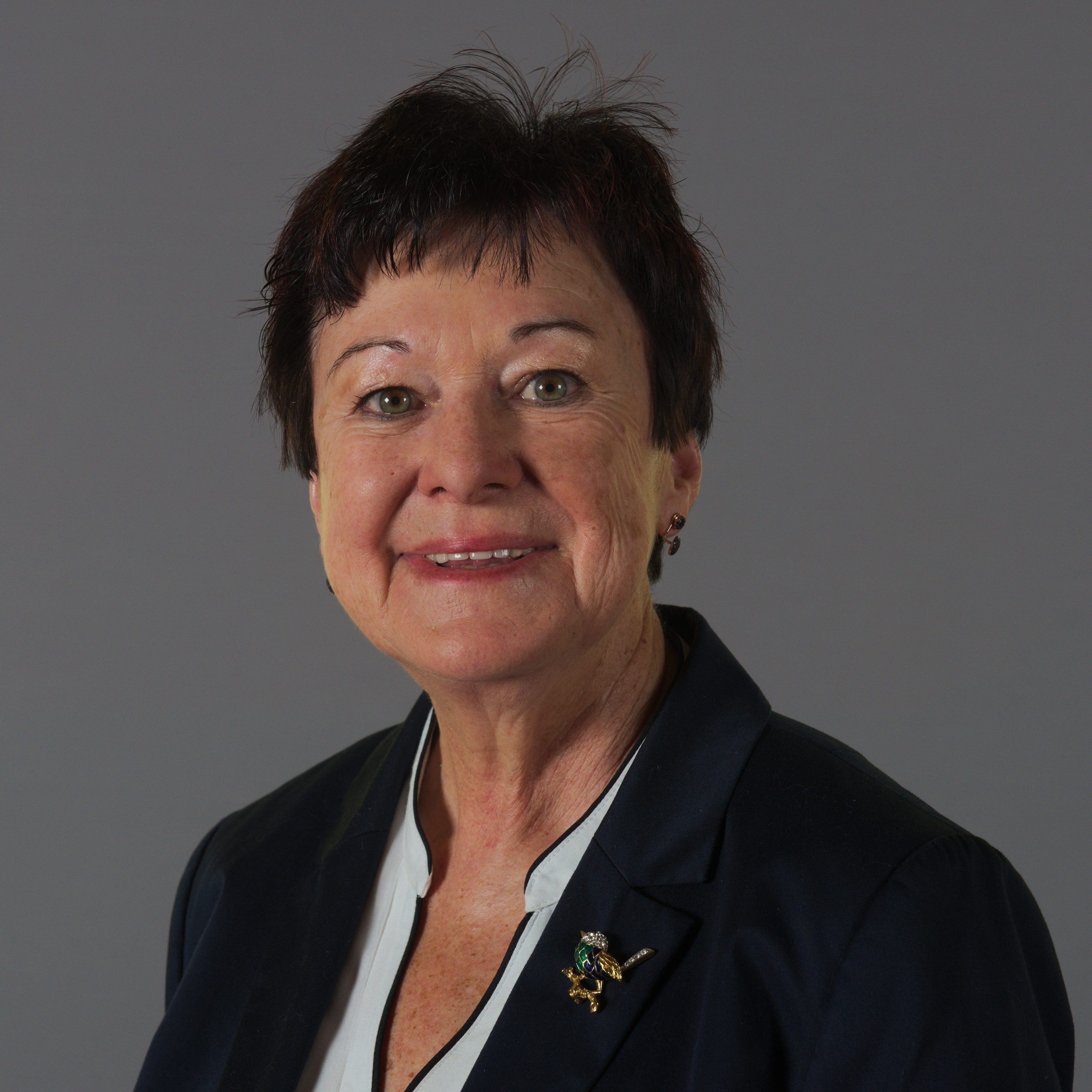
Susanne Kurz (2017)

Susanne Kurz (* 2. April 1956 in Salzburg, bis 17. August 2012 Susanne Neuwirth) ist eine österreichische Politikerin (SPÖ) und HTL-Lehrerin. Kurz war von 2004 bis 2018 Mitglied des Bundesrates und im zweiten Halbjahr 2011 dessen Präsidentin. Davor bzw. danach nahm sie das Amt der Vizepräsidentin des Bundesrates ein. Sie war Vorsitzende des Justizausschusses und stv. Vorsitzende des Ausschusses für Auswärtige Angelegenheiten.

## Ausbildung und Beruf
Kurz besuchte zwischen den Jahren 1962 und 1966 die Volksschule in der Gemeinde Adnet und setzte danach ihre Ausbildung am Bundesgymnasium in Hallein fort. Nachdem sie das Gymnasium mit Matura abgeschlossen hatte, studierte sie zwischen 1974 und 1984 Anglistik und Germanistik an der Universität Salzburg und schloss ihr Studium 1984 mit dem akademischen Grad Mag. phil. ab. Kurz arbeitete in der Folge von 1985 bis 1987 als Angestellte des Vereins Frauennotruf in Salzburg und war danach zwischen 1988 und 1991 als Lehrerin am Akademischen Gymnasium in Salzburg tätig. Nach Projektarbeiten in den Jahren 1991 und 1992 sowie in der Familienberatung der Salzburger Kinderfreunde war sie zwischen 1993 und 1994 Leiterin der Familienberatungsstelle des Vereines „VIELE“ in Salzburg. 1998 übernahm sie eine Stelle als Professorin für Deutsch und Englisch an der Höheren Technischen Lehranstalt Hallein. Seit 2007 war sie zudem Gender-Beauftragte des Landesschulrates von Salzburg. Seit 2016 ist sie in beiden Bereichen pensioniert. Im Jahr 2015 war sie Kommanditistin der Fa. KEM – Kurz Education & Marketing KG und seit und seit Jänner 2017 ist sie Geschäftsführerin der Firma GEVE (Golden Earth Vision Energy GmbH).

## Politik
Kurz übernahm 1994 das Amt der Bezirksfrauenvorsitzenden bis 2016 sowie zwischen 1994 und 2005 das Amt der stellvertretenden Bezirkspartei-Vorsitzenden der SPÖ Stadt Salzburg. Sie fungierte innerparteilich ab 1987 als Mitglied des Landespartei-Vorstandes und wurde 1995 zum Mitglied des Landesparteipräsidiums der Salzburger SPÖ gewählt. Diesem gehört sie als kooptiertes Mitglied nach wie vor an. Zudem war sie von 1987 bis 2004 Gemeinderätin in der Stadt Salzburg und übte zwischen 1996 und 2004 die Funktion der Klubvorsitzenden der SPÖ im Gemeinderat aus.
Kurz wurde am 28. April 2004 als Bundesrätin angelobt und hatte dort vom 1. Jänner 2008 bis zum 30. Juni 2011 das Amt der Vizepräsidentin des Bundesrates inne. Danach übernahm sie vom 1. Juli 2011 bis zum 31. Dezember 2011 das Amt der Präsidentin und wurde am 1. Jänner 2012 erneut zur Vizepräsidentin gewählt bis Ende 2014.
Anfang März 2018 legte sie ihr Bundesratsmandat zurück, ihr folgte Michael Wanner nach.

## Auszeichnungen
- 2015: Großes Goldenes Ehrenzeichen mit dem Stern für Verdienste um die Republik Österreich